# Zoophthora psyllae
Zoophthora psyllae är en svampart som beskrevs av Balazy 1993. Zoophthora psyllae ingår i släktet Zoophthora och familjen Entomophthoraceae.   Inga underarter finns listade i Catalogue of Life.